# فتح‌آباد (کلاله)
فتح‌آباد (کلاله)، روستایی از توابع بخش مرکزی شهرستان کلاله در استان گلستان ایران است.

## جمعیت
این روستا در دهستان کنگور قرار دارد و براساس سرشماری مرکز آمار ایران در سال ۱۳۸۵، جمعیت آن ۳۷۷ نفر (۸۸خانوار) بوده‌است.